# اس‌ام یو-۱۳۷

{{Infobox ship characteristics
اس‌ام یو-۱۳۷ (به انگلیسی: SM U-137) یک زیردریایی بود که طول آن ۷۰٫۶ متر (۲۳۱ فوت ۸ اینچ) Length overall بود. این زیردریایی در سال ۱۹۱۶ (میلادی)|۱۹۱۶]] ساخته شد.